# Église Saint-Jean-des-Ermites de Palerme
L’église Saint-Jean-des-Ermites (italien : chiesa di San Giovanni degli Eremiti) est un monument national d'architecture normanno-arabo-byzantine (nommé aussi le roman sicilien) situé dans le centre historique de Palerme, à proximité du palais des Normands.

## Historique
Giulio Carlo Argan a écrit : « Les Normands ont établi leur dynastie en Sicile en 1072, détruisant les monuments, mais non pas la tradition de l’architecture byzantine et arabe. Saint-Jean-des-Ermites de Palerme (1132) est arabe dans le rapport net entre les corps cubiques et les dômes hémisphériques ».
Cet édifice se réfère sans nul doute plus à la conception de l’espace dans les mosquées de l’Orient islamique qu’à celle d’une église chrétienne, et la couleur rouge vif des coupoles ne fait que renforcer ce rappel. L’église, dont les origines remontent au VIe siècle, n'a pas été convertie en mosquée pendant la domination arabe, comme on l'a pensé pendant de longues années, mais a été consacrée au culte catholique par Roger II de Sicile qui a donné cet édifice, vers 1136, à l'Ordre de Montevergine des disciples de Guillaume de Verceil.
En juillet 1148, un diplôme prévoit que tous les morts du palais, hormis le roi et ses successeurs, seront inhumés dans le cimetière de  cette église.
En 1464, le monastère de Saint-Jean-des-Ermites a été rattaché au cloître bénédictin San Martino delle Scale et laissé aux bénédictins de Monreale en 1524. Très altérée au cours des siècles, cette église a été restaurée en 1880 par l’architecte Giuseppe Patricolo. À cette occasion, l'abside et la façade nord de l'église furent, entre autres, exposées et le stuc précédemment rajouté à l’intérieur retiré. Les bâtiments ultérieurs à l’époque médiévale furent, de surcroît, démolis et les coupoles n’ont été repeintes en rouge qu’au XXe siècle.

## Description

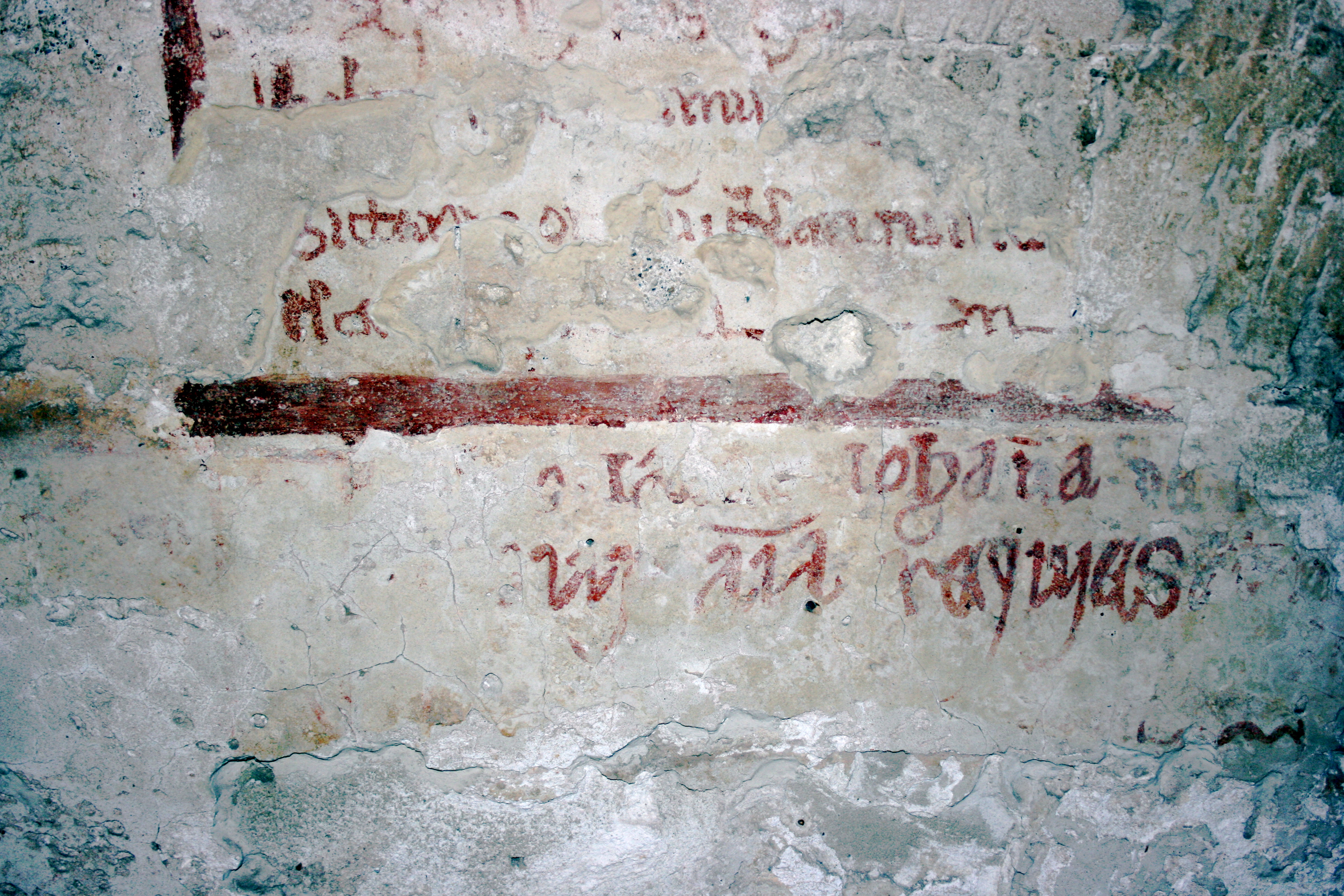
Inscription murale dans la sacristie.

Célèbre pour ses dômes rouges caractéristiques, l’église appuyée par un flanc à un corps carré antérieur, se compose d’une croix de saint Antoine divisée en travées carrées, dont chacune repose sur un hémisphère. Le chœur, se terminant par une niche, est couronné par une coupole, comme celle des deux corps quadrangulaires qui la longent et à la gauche et de laquelle s'élève un clocher. Le cloître, orné d’un jardin luxuriant, est la partie la mieux conservée de l’ancien monastère. Ils se distinguent par la beauté et la légèreté des colonnes couplées avec des chapiteaux avec des feuilles d’acanthe qui soutiennent des arcs ogivaux à double anneau. Il y a en outre une citerne arabe.
En 1881, Frances Minto Elliot (en) a décrit Saint-Jean-des-Ermites, dans son Journal d’une femme désœuvrée en Sicile, comme « une église normande à proximité du palais royal et du port de Castro… à l’abri dans une dépression, est entièrement orientale, et avec ses cinq dômes elle ferait merveille à Bagdad ou Damas. Ensuite, le clocher de style gothique a quatre rangées de loges surmontées d’une autre coupole, adaptation unique de construction arabe à un usage chrétien. L’église est à croix latine avec trois absides, la nef est divisée en trois travées, dont chacune est surmontée d’un dôme avec des pendentifs, nécessaires car la tour sur laquelle ils reposent est carrée, les murs sont en pierre taillée comme cela se voit souvent dans les monuments arabes sans aucune décoration et l’ensemble est éclairé par des fenêtres avec des arcs brisés. »
Aujourd’hui, l’édifice présente, néanmoins, une muraille nue faite de blocs carrés de pierre de tuffeau ; comportant trois absides semi-circulaires, l’intérieur se divise en cinq travées carrées couvertes de coupoles rattachées aux murs par des niches.